# Aleksandr Vinogradov
Aleksandr Jur'evič Vinogradov (in russo Александр Юрьевич Виноградов?; Mosca, 10 novembre 1951) è un ex canoista sovietico, dal 1991 russo.

## Palmarès

### Olimpiadi
- 2 medaglie:
  - 2 ori (Montréal 1976 nel C2 500 metri; Montréal 1976 nel C2 1000 metri)

### Mondiali
- 5 medaglie:
  - 3 ori (Belgrado 1971 nel C2 10000 metri; Città del Messico 1974 nel C2 500 metri; Belgrado 1975 nel C2 500 metri)
  - 1 argento (Duisburg 1979 nel C2 500 metri)
  - 1 bronzo (Belgrado 1975 nel C2 1000 metri)